# Poslovna zona Korenovo
Poslovna zona Korenovo  je planirana poslovno-proizvodna zona u Bjelovarskom predgradskom naselju Veliko Korenovo. Zona se nalazi sjeverno od planirane brze ceste D12, s planiranom spojnom cestom. Unutar zone je i planirana geotermalna elektrana.